# Мегабит
Мегаби́т — количество информации, 106 (1 000 000) битов. Используются сокращения Mbit или, в русскоязычном обозначении, — Мбит. В соответствии с международным стандартом МЭК 60027-2 единицы бит и байт применяют с приставками СИ. Один мегабит равен 125 000 восьмибитовых байт (125 кБ) или ≈ 122 кибибайта (КиБ).
Мегабит обычно используется провайдерами для указания скорости передачи данных в компьютерных и телекоммуникационных сетях. Например, подключение Fast Ethernet со скоростью 100 Мбит/с или доступ в Интернет на 10 Мбит/с.
Мегабит не следует путать с мегабайтом: 1 Мбит = 0,125 МБ. Скорость в сетях зачастую измеряют в мегабитах, тогда как объём файлов — в мегабайтах; чтобы передавать 1 МБ/с, требуется канал не менее 8 Мбит/с.
Двоичный аналог мегабита — мебибит, содержащий 1 048 576 (220) бит.

## Сферы применения
- В телекоммуникациях используется десятичный мегабит, соответствующий СИ.
- У производителей RAM и ROM обозначение «Mb» традиционно означало двоичный мегабит (мебибит). Так, микросхема DDR3, описанная как «512 Mb», содержит 229 бит = 512 мебибит = 67 108 864 (226) байт.
- Объём картриджей для 16-битных консолей (Sega Mega Drive, Super Nintendo Entertainment System) часто указывали в двоичных мегабитах.
- В медиаконтенте качество видеопотока напрямую зависит от пропускной способности сети, выражаемой в мегабитах в секунду.